# Hacksjön (Asa socken, Småland)
Hacksjön är en sjö i Växjö kommun i Småland och ingår i Mörrumsåns huvudavrinningsområde. Sjön har en area på 0,45 kvadratkilometer och ligger 218,2 meter över havet. Vid provfiske har abborre och mört fångats i sjön.

## Delavrinningsområde
Hacksjön ingår i det delavrinningsområde (633969-143755) som SMHI kallar för Inloppet i Asasjön. Medelhöjden är 224 meter över havet och ytan är 74,23 kvadratkilometer. Det finns ett avrinningsområde uppströms, och räknas det in blir den ackumulerade arean 79,98 kvadratkilometer. Lugnån som avvattnar avrinningsområdet har biflödesordning 2, vilket innebär att vattnet flödar genom totalt 2 vattendrag innan det når havet efter 144 kilometer. Avrinningsområdet består mestadels av skog (79 procent). Avrinningsområdet har 2,65 kvadratkilometer vattenytor vilket ger det en sjöprocent på 3,6 procent.